# Arazzi di Raffaello
Gli arazzi di Raffaello sono un ciclo di dieci arazzi realizzati su disegno di Raffaello Sanzio nella bottega di Pieter van Aelst a Bruxelles fra il 1515-1519 circa per essere esposti nella Cappella Sistina in Vaticano.
Gli arazzi sono tutti sopravvissuti e sono conservati nella Pinacoteca Vaticana, mentre dei cartoni originali tre sono andati perduti e i restanti sette sono oggi conservati nel Victoria and Albert Museum di Londra.

## Storia

### Commissione e pittura dei cartoni
Dopo Sisto IV, anche Leone X desiderò legare il proprio nome all'impresa della Cappella Sistina e al suo ineguagliabile prestigio, fino ad allora patrocinata da pontefici della famiglia Della Rovere. Decise allora di donare una serie di preziosi arazzi intessuti a Bruxelles, i cui disegni furono richiesti a Raffaello Sanzio, probabilmente già dalla fine del 1514. Il 15 giugno 1515 l'artista riceveva un primo compenso di trecento ducati per l'impresa e altri 134, forse il saldo, gli vennero versati il 20 dicembre 1516.
L'esecuzione dei cartoni comportò per Raffaello numerose difficoltà: a parte la necessità di disegnare in maniera specchiata (nella tessitura a basso liccio i cartoni stanno sotto l'ordito e il disegno viene poi rovesciato), il Sanzio si doveva misurare direttamente, vista la destinazione, con Michelangelo. Per questo l'artista si dedicò al lavoro con grande impegno, abbandonando quasi la pittura delle Stanze. Per quanto riguarda l'autografia Vasari riferì nella Vita del Sanzio che i cartoni erano tutti di sua mano, per contraddirsi poi in quella di Giovan Francesco Penni in cui parlò invece della collaborazione della bottega. I primi apporti critici, di Passavant e Cavalcaselle, assegnavano tutti i cartoni al maestro, affiancato da Giulio Romano e dal Penni. Ci furono ipotesi che rifiutarono l'autografia (Dollmayr, 1895, e seguito), ma si tratta di idee ormai scartate. La critica recente infatti ravvisa l'autografia per la maggior parte dei cartoni, con interventi degli aiuti di diverso grado, ma mai così rilevante da compromettere la qualità.
Una seconda serie di manufatti (nove arazzi) venne commissionata dal cardinale Ercole Gonzaga, verso il 1548 e tessuti a Bruxelles, che lasciò in eredità alla sua morte nel 1563 al duca di Mantova Guglielmo Gonzaga e che ornarono dal 1565 la basilica palatina di Santa Barbara di Mantova.. Attualmente sono collocati nell'"Appartamento degli arazzi" di Palazzo Ducale.

### Tessitura degli arazzi
A luglio del 1517 il cardinale Luigi d'Aragona, in Bruxelles, vide il primo arazzo completato nella bottega di Pieter van Aelst. Una relazione dell'ambasciatore veneziano presso la Santa Sede descrisse come, nel luglio 1519, fossero arrivati a Roma tre arazzi, e altri quattro dovettero seguire entro la fine dell'anno. Nel Diarium del cerimoniere Paris de Grassis e in una nota di Marcantonio Michiel datata 29 dicembre di quell'anno, risulta infatti come il 26 dicembre, giorno di santo Stefano, sette drappi vennero solennemente esposti: la Pesca miracolosa, la Consegna delle chiavi, la Punizione di Elima, il Sacrificio di Listra, la Guarigione dello storpio, la Lapidazione di santo Stefano e la Conversione di Saulo. Annotò il cerimoniere: «tota cappella stupefacta est in aspectu illorum». I rimanenti tre giunsero probabilmente poco dopo.
Usati solo nelle cerimonie più solenni, sono sempre rimasti in Vaticano, ed oggi ne sono esposti, a rotazione, sette su dieci, in una sala appositamente attrezzata con luci soffuse.

### Vicende dei cartoni
I cartoni invece ebbero sorte diversa. Per procedere alla tessitura vennero, come di consueto, tagliati in pezzi rettangolari e rimasero presso l'arazziere che ne trasse diverse altre copie e, secondo le consuetudini dell'epoca, li prestò forse anche ad altre botteghe. Serie ritessute si trovano a Berlino, Vienna, Madrid, Mantova, Loreto, ecc. In diverse di queste manca la scena del San Paolo in carcere, del cui cartone non si ha nessuna notizia. Stessa la sorte del cartone della Lapidazione di santo Stefano, mentre di quello della Conversione di Saulo si hanno notizie solo fino al 1528.
Gli altri cartoni vennero acquistati a Genova nel 1623, per la manifattura di Mortlake per conto del principe ereditario inglese, il futuro Carlo I. Dopo la morte del re, alla vendita dei beni della corona, i cartoni furono acquistati da Cromwell, che li fece tenere in casse nella Banqueting House di Whitehall. Dopo la Restaurazione tornarono in possesso dei reali: Carlo II tentò di venderli alla manifattura dei Gobelins, ma venne bloccato dai ministri.
Goethe nel suo Viaggio in Italia parla di questi arazzi e delle vicende connesse ad essi durante la sua seconda visita a Roma di ritorno dal sud Italia.
A fine del XVII secolo vennero ricomposti, incollati su tela e restaurati da William Cooke, su incarico di Guglielmo III, desideroso di esporli. Fece infatti realizzare un'apposita galleria a Hampton Court, dove restarono fino al 1913. Spostati a Buckingham House e poi in altre sedi, vennero infine destinati al nascente museo dalla Regina Vittoria, nel 1865.

## Descrizione

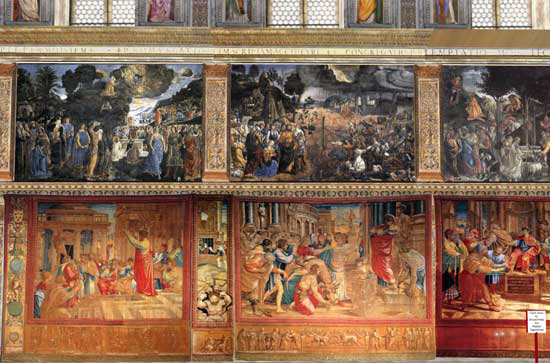
Parete della Sistina con gli arazzi montati

Gli arazzi mostrano le Storie dei santi Pietro e Paolo, tratti dai Vangeli e dagli Atti degli apostoli, legati da precise corrispondenze con i riquadri affrescati nel registro mediano della Cappella Sistina, quello con le Storie di Cristo e di Mosè risalenti al pontificato di Sisto IV. Questi arazzi, che ricoprivano il registro più basso (quello coi finti tendaggi) nella zona, separata dalla pergula marmorea, destinata al papa e ai religiosi, erano utilizzati nelle solenni festività e si leggevano, come le storie soprastanti, dalla parete dell'altare verso il lato opposto.
Attraverso la celebrazione dei primi due "architetti della Chiesa", Pietro e Paolo apostoli rispettivamente verso gli Ebrei e verso i "Gentili", si riaffermava il collegamento col pontefice regnante, loro erede, riallacciandosi al tema dell'intera decorazione della cappella. Dalla Creazione nella volta di Michelangelo, al primo patto di Dio con gli uomini (le Tavole della Legge di Mosè), rinnovato nel secondo (l'invio del Figlio salvatore, Gesù), fino alla consegna delle chiavi che stabiliva la continuità tra la venuta di Cristo e il papato, attraverso le storie dei primi apostoli, negli arazzi appunto.
Sotto le Storie di Cristo si trovavano quattro arazzi con Storie di san Pietro a partire dalla Pesca miracolosa; sull'altro lato, sotto le Storie di Mosè, erano presenti sei Storie di san Paolo, a partire dal Martirio di santo Stefano fino alla Predica di san Paolo agli Ateniesi, collocata oltre la cancellata.

### Elenco delle scene
| Cartone | Arazzo | Titolo                       | Dimensioni |
| ------- | ------ | ---------------------------- | ---------- |
|         |        | Pesca miracolosa             | 360x400 cm |
|         |        | Consegna delle chiavi        | 345x535 cm |
|         |        | Punizione di Elima           | 385x445 cm |
|         |        | Sacrificio di Listra         | 350x540 cm |
|         |        | Guarigione dello storpio     | 390x520 cm |
|         |        | Predica di san Paolo         | 390x440 cm |
|         |        | Morte di Anania              | 385x400 cm |
| Perduto |        | Lapidazione di santo Stefano | ?          |
| Perduto |        | Conversione di Saulo         | ?          |
| Perduto |        | San Paolo in carcere         | ?          |

Gli arazzi sono corredati da bordure mobili, come il Fregio delle Ore o il Fregio delle Stagioni esposti nella Pinacoteca. Tali aggiunte erano legate strettamente alla collocazione nella cappella, e sono divise in due tipologie: un bordo laterale, con grottesche, e un bordo inferiore (zoccolo), con storie della vita di Leone X o di san Paolo a monocromo. Non si hanno notizie di cartoni relativi a queste fasce, ma a giudicare dal risultato finito la loro preparazione dovette riguardare gli aiuti di bottega.

## Stile

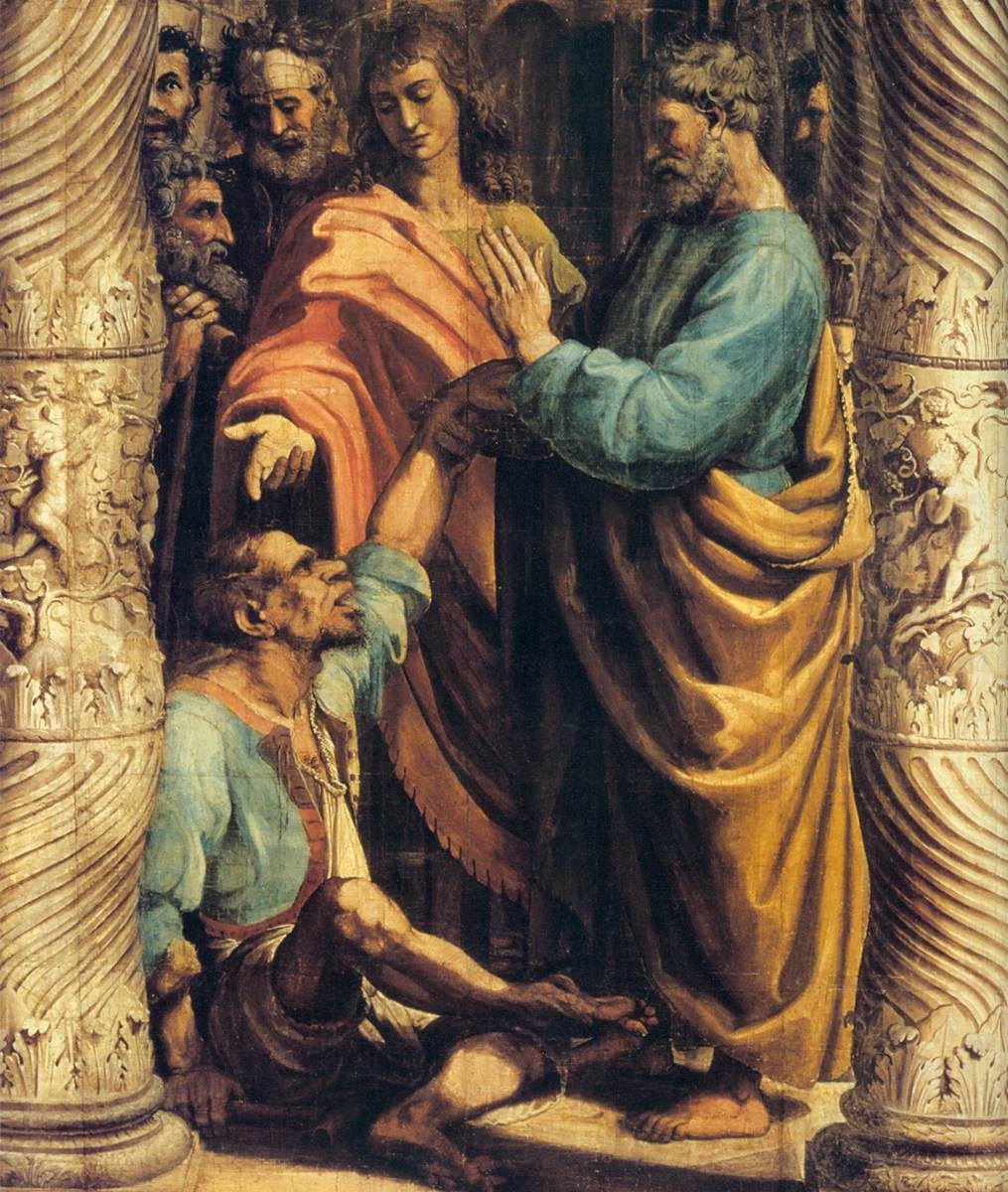
Guarigione dello storpio (cartone, dettaglio)

La serie appare oggi molto unitaria, confermando l'esecuzione ravvicinata dei cartoni. Raffaello, consapevole del confronto con Michelangelo, impostò i disegni a quello "stile tragico" inaugurato con l'Incendio di Borgo, semplificando gli schemi ed enfatizzando i gesti e la mimica dei personaggi, per renderli più eloquenti e "universali".
Molte delle composizioni sono asimmetriche e si svolgono secondo un crescendo drammatico, da sinistra a destra negli arazzi (opposta nei cartoni). Le figure in grande scala prevalgono sul paesaggio e sull'architettura di sfondo, contrapponendosi in gruppi o in personaggi isolati, per facilitare la lettura delle azioni. Raffaello inoltre attinse a un vastissimo repertorio figurativo, spaziando dall'arte antica a Leonardo, fino alle incisioni di Dürer.
La monumentalità di Raffaello però, rispetto a Michelangelo, appare chiaro come non derivi dal tormento plastico delle figure, ma da equilibri accuratamente studiati, che bilanciano la composizione e i sussulti spirituali dei protagonisti.  Tale stile, divenuto poi "classico", ebbe notevole risonanza, influenzando profondamente anche i classicisti seicenteschi, come i Carracci e Guido Reni.
L'uso della tempera, in tonalità chiare, andò incontro alla ristretta gamma a disposizione degli arazzieri, così come sono un adattamento allo scopo le grandi masse di luci ed ombre.
Nonostante la sorveglianza di Bernard van Orley, affinché i modelli venissero rispettati fedelmente, gli arazzieri alterarono inevitabilmente le composizioni, indurendo i lineamenti delle figure e i paesaggi, nonché aggiungendo l'oro e vari arricchimenti ornamentali.